# Slottsstaden

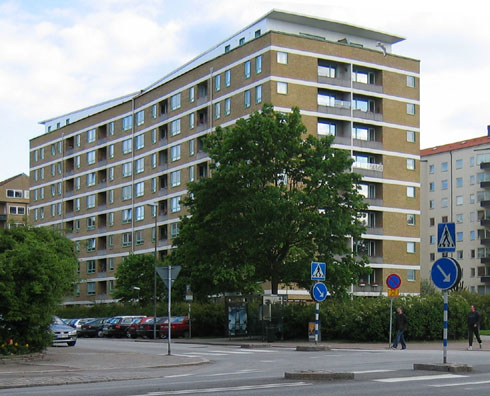
Hus vid Ribersborg

Slottsstaden är en historisk stadsdel i Malmö.
Slottsstaden avgränsas historiskt av Öresund, Hamnområdet, Parkkanalen, östra sidan av Fersens väg, södra sidan av Rönneholmsvägen, Erikslustvägen och Ribersborgsvägen. Detta område motsvarar ungefär de nuvarande delområdena Ribersborg, Malmöhus (sydvästra delen, Slottsparken), Hästhagen, Kronprinsen, Fågelbacken (norra delen) och Rönneholm (norra delen).